# Leon Rękawek
Leon Rękawek (ur. 3 kwietnia 1905, zm. ?) – polski zapaśnik, kategorii lekkiej i półśredniej olimpijczyk z Paryża 1924

## Kariera
Był wychowankiem Władysława Pytlasińskiego. W 1924 został mistrzem Polski w kategorii lekkiej. W walce o złoty medal pokonał Szkodę. W tym samym roku na igrzyskach olimpijskich w 1924 wystartował w wadze lekkiej w stylu klasycznym. W pierwszej rundzie pokonał zawodnika z Grecji Wasiliosa Pawlidisa. W drugiej rundzie uległ Estończykowi Alfredowi Praksowi. W trzeciej rundzie został pokonany przez Holgera Askehave. Został sklasyfikowany na miejscach 13.-17.
W 1925 roku na mistrzostwach polski zdobył wicemistrzostwo kraju przegrywając w finale z Chudzikowskim.